# Hayne van Ghizeghem
Hayne van Ghizeghem, né vers 1445 et mort vers 1497, est un compositeur de la Renaissance de l'École franco-flamande et de l'École bourguignonne.

## Biographie
Alors que beaucoup de ses œuvres ont survécu, on sait peu de choses sur sa vie privée. Il est probablement né dans Gijzegem (près de Gand en Flandre. En 1467, son talent musical a été remarqué par Charles le Téméraire, car ce dernier l'affecta personnellement à un enseignant musical et comme chanteur à la Cour du Duché de Bourgogne. En outre, il a été nommé avec Adrien Basin et Antoine Busnois comme "chantre" et "gentilhomme de la Chambre" de Charles le Téméraire, indiquant l'égard spécial dans lequel il a été considéré.
En plus de servir en tant que chanteur et compositeur, il fut engagé comme soldat, car il participa à la campagne contre Liège conduite par Charles le Téméraire. Ce dernier emmena ses musiciens avec lui lors de ses campagnes militaires, parce qu'il aimait la musique autant que la guerre, et tenait à profiter de ce divertissement musical. Hayne van Ghizeghem participa également au siège de Beauvais en 1472, où Charles le Téméraire fut repoussé par les troupes françaises du roi de France Louis XI. Des chercheurs avancent l'hypothèse que Hayne van Ghizeghem aurait été tué durant cette bataille. Cependant, des recherches récentes dans ses compositions musicales indiquent que certaines furent créées après 1472, notamment parce qu'elles semblent montrer une évolution stylistique par rapport à celles qui furent produites avant 1472. La recherche historique sur sa vie indiquerait qu'il aurait non seulement survécu au siège de Beauvais, mais aurait été engagé pour travailler à la Cour de France. En effet, la réputation de Hayne van Ghizeghem comme chanteur et compositeur était très prisée et lui permettait de travailler pour le rival de son duc bourguignon, notamment pour le roi de France.

## Œuvres
Hayne van Ghizeghem est célèbre pour ses chansons et ses rondeaux. Parmi ces œuvres, Allez regrets et De tous biens plaine furent reproduites sur de nombreux parchemins diffusés à travers l'Europe avant l'invention de l'imprimerie. Presque toutes ses œuvres sont à trois voix ; elles sont simples, claires et mélodiques, sous forme de quatrain et de cinquain, typique de l'école bourguignonne.
Œuvres d'Hayne van Ghizeghem
- A l’audience (Rondeau cinquain)
- Allez, regrets (Rondeau cinquain)
- Amours, amours (Rondeau cinquain)
- Ce n’est pas jeu (Rondeau quatrain)
- De quatre nuyts (Rondeau cinquain)
- De tous biens plaine (Rondeau quatrain)
- De vous aymer (Rondeau cinquain)
- Gentilz gallans (Rondeau quatrain)
- Je sçay tout (Rondeau cinquain)
- La Regretée (Rondeau cinquain)
- Les grans regrets (Rondeau quatrain)
- Mon souvenir, (Rondeau quatrain)
- Penser en vous (Rondeau quatrain)
- Plus n’en auray (Rondeau quatrain)
- Pour ce que j’ay jouy (Rondeau quatrain)
- Si une fois puis recouvrir (Rondeau quatrain).

Œuvres d'authenticité douteuse ou incertaine
- Chi dit un benedicite (Rondeau cinquain, probablement d'Antoine Busnoys)
- De vous servir (Rondeau cinquain, probablement de Jehan Fresneau)
- D’ung aultre amer (perdu)
- Elle en est (Rondeau cinquain, attribué pour des raisons stylistiques à Hayne van Ghizeghem)
- J’ay bien choisi (Rondeau quatrain probablement d'Antoine Busnoys)
- Je suis venu (style clair, probablement d'Antoine Busnoys)
- Se je vous eslonge (virelai, probablement d'Alexandre Agricola).